# Гувер, Джон Эдгар
Джон Э́дгар Гу́вер (англ. John Edgar Hoover; 1 января 1895 года, Вашингтон, — 2 мая 1972 года, Вашингтон) — американский государственный деятель, занимавший пост директора Федерального бюро расследований на протяжении почти полувека, с 1924 года до своей смерти в 1972 году.
Возглавив Бюро расследований (в 1935 году переименованное в ФБР) в возрасте 29 лет, Гувер пережил на этом посту Великую депрессию, реформы Рузвельта, Вторую мировую войну, первые этапы холодной, Корейскую и Вьетнамскую войны, будучи всегда одной из самых влиятельных фигур в США. Отмечая заслуги Джона Гувера перед страной, многие обвиняли его и в многочисленных злоупотреблениях полномочиями. Противоречивость его фигуры и необычайная продолжительность пребывания в должности стали причиной того, что после него максимальный срок работы директоров ФБР был установлен в 10 лет.

## Биография

### Ранние годы
Джон Эдгар Гувер родился 1 января 1895 года в Вашингтоне, третьим ребёнком в семье Дикерсона Нейлора Гувера (англ. Dickerson Naylor Hoover) (1856—1921), работавшего в ведомстве геодезии и картографии, и Энни Мари Шейтлин Гувер (англ. Annie Marie Scheitlin Hoover) (1860—1938).
С 1915 года Гувер, работая в библиотеке Конгресса США, учился на вечернем юридическом факультете университета Джорджа Вашингтона. В университете был членом братства Каппа Альфа. В 1917 году окончил вуз, в 1919 году поступил на работу в министерство юстиции США. Занимался выслеживанием лиц, уклоняющихся от призыва. Вскоре возглавил отдел регистрации граждан враждебных государств.

### «Красная угроза»
В 1919 году он был назначен начальником отдела общей разведки Министерства юстиции США. После того, как министерство юстиции возглавил Александр Палмер, стал его помощником и участвовал в организации массовых арестов и высылок радикалов из США, получивших название рейдов Палмера. Гувер в короткое время создал картотеку подозрительных лиц на 150 000 человек, а к 1921 году она достигла 450 000 записей. Палмером и Гувером были организованы крупнейшие массовые аресты в истории США: к январю 1920 года было арестовано не меньше 10 000 человек. В 1921 Гувер стал заместителем директора Бюро расследований. В этом же году умер его отец.

### ФБР
В 1924 году президент Калвин Кулидж назначил Гувера директором бюро расследований. В бюро работало 650 сотрудников, включая 440 агентов, и в первые годы своего руководства Гувер существенно сократил численность и расходы бюро.
Гувер превратил бюро расследований в мощную современную организацию. Были повышены требования к принимаемым на работу сотрудникам, создана специальная школа для новичков. Особое внимание он уделял использованию техники, оборудованию криминалистических лабораторий, созданию архива отпечатков пальцев.
Одной из важнейших своих задач на посту директора ФБР Гувер видел в создании нового образа организации в глазах американцев. С этой целью он активно участвовал в мероприятиях с известными актёрами, по его инициативе создавались агитационные материалы, выпускались кинофильмы и радиоспектакли, посвящённые Бюро. Своей цели по созданию образа авторитетного ведомства он подчинил фактически все средства массовой коммуникации США. На руку Гуверу играла так называемая «Война с преступностью». Используя имена лидеров криминального мира, директор ФБР создал им образы безжалостных гангстеров, остановить которых могли лишь агенты ФБР. Постепенно американское общество стало воспринимать ФБР как необходимый инструмент национальной безопасности.
Американские граждане начали видеть в агентах ФБР надёжную опору и защиту американского образа жизни от гангстеров и внешних опасностей. Созданные для ФБР произведения оставили заметный след в американской массовой культуре.

### Банды Среднего Запада
24 октября 1929 года для всей экономики Америки наступила «Великая депрессия» — пятилетний мировой финансовый кризис. Он крайне резко снизил курс американского доллара к индексу биржи Dow Jones на Уолл-стрит. На Бродвее начались стычки с полицией, разграбления магазинов. Увеличились вооружённые налёты на банки. Несколько вице-президентов коммерческих банков в США покончили с собой.
В 1930-х годах бюро расследований боролось с расцветом организованной преступности и эпидемией банковских ограблений на среднем Западе. В то время небольшие банды грабили банки, используя автоматическое оружие и быстрые автомобили, обеспечивавшие им превосходство над местной полицией, и пересекая границы штатов, чтобы уйти от преследования. После расширения полномочий ведомства в 1933—1934 годах Бюро удалось выследить, арестовать или уничтожить целый ряд — 20 известных гангстеров и лидеров 3 банд, в том числе Джона Диллинджера. В 1935 году бюро расследований было переименовано в Федеральное бюро расследований.

### Эра Рузвельта
Франклин Рузвельт вступил на пост Президента США в 1933 году, в 1936-м он дал указания Гуверу расследовать «подрывную деятельность в США, в особенности фашизм и коммунизм».
В 1938 году умерла мать Гувера.
Во время Второй мировой войны ФБР выросло до 13 тысяч сотрудников, из которых 5 тысяч были агентами. В 1942 году ФБР удалось поймать две группы немецких диверсантов, высаженных на побережье США с подводных лодок, правда, сложно сказать, насколько велика была заслуга бюро, так как двое из диверсантов сами сдались американским властям и сдали остальных. Когда во время войны было создано Управление стратегических служб, работавшее в тесном контакте с британской секретной службой, Гувер с подозрением относился к нему и практически не сотрудничал с УСС.
В 1941 году Гувер принял у себя агента британской разведки Душко Попова, который пытался убедить главу ФБР в том, что японцы намерены атаковать Перл-Харбор и ввязать США в войну. Гувер не только не поверил словам Попова, но и прогнал его, упрекнув его в самоуправстве и аморальном поведении (Попов крутил роман с замужней женщиной и вызывал подозрения у ФБР в работе на немецкую разведку). В дальнейшем ходили слухи, что Гувер умышленно скрыл от военной разведки факт встречи с Поповым и сообщения о возможных провокациях от японцев. ФБР и вовсе попыталась не допустить выход в печать автобиографии Попова, поскольку в ней тот крайне нелестно отзывался о Гувере.

### После Второй мировой войны
В 1946 году генеральный прокурор США Том Кларк (англ. Tom C. Clark) поручил Гуверу составить список потенциально нелояльных американцев, которые могли бы быть задержаны в случае национальной чрезвычайной ситуации или в военное время.
Спустя неделю после начала Корейской войны (июнь 1950-го) Эдгар Гувер представил президенту Трумэну план, по которому предполагалось приостановить действие Хабеас корпус, то есть отказаться от рассмотрения судом каждого случая ареста индивидуально, и задержать до 12 тысяч американских граждан, нелояльных государственному режиму. Трумэн этому плану не последовал.
Гувер известен как инициатор преследования радиоведущего из Кливленда Алана Фрида, впервые введшего в оборот термин «рок-н-ролл»: в конце 1950-х Фриду инкриминировалось взяточничество в среде диск-жокеев на радио для продвижения определённых рок-н-ролльных композиций.
Гувер вообще воспринимал рок-н-ролл как подрывную, бунтарскую музыку, воздействующую на молодёжь подобно разлагающему ферменту.

## Личная жизнь
Гувер был убеждённым холостяком. При жизни Гувера ходили слухи, что он гомосексуал. Некоторые знакомые и биографы считают это мнение маловероятным, в то время как другие считают эти сведения вероятными и даже доказанными.
Как правило, партнёром Гувера называли его давнего друга, заместителя директора ФБР Клайда Толсона.
Гувер и Толсон много лет работали вместе, оба неженатые, они вместе обедали, посещали ночные клубы и ездили в отпуск (на илл.). Незадолго до смерти Гувер завещал Толсону всё своё состояние. На похоронах Гувера Толсон принял американский флаг, которым был покрыт гроб Гувера. Могила Толсона находится на Кладбище Конгресса, рядом с могилой Гувера .

## Масонство
Гувер был посвящён в масоны 9 ноября 1920 года в «Федеральной ложе» № 1 (Вашингтон, Округ Колумбия) и поднят в степень мастера всего за два месяца до своего двадцать шестого дня рождения. Он получил множество медалей и наград за своё полувековое пребывание в масонстве. В 1955 году был возведён в 33 степень Древнего и принятого шотландского устава (Верховный совет южной юрисдикции США) и стал именоваться Державным верховным генеральным инспектором. Гувер также был удостоен высшего признания шотландского устава — Большого почётного креста в 1965 году.
Комната Эдгара Гувера существует в Масонском храме ДПШУ южной юрисдикции, в которой хранится много личных документов Гувера.

## Труды
- Persons In Hiding. Gaunt Publishing. 1938. ISBN 1-56169-340-5
- Masters of Deceit: The Story of Communism in America and How to Fight It. Kessinger Publishing. 1958. ISBN 1-4254-8258-9
- A Study of Communism. Holt Rinehart & Winston. 1962. ISBN 0-03-031190-X

## Киновоплощение
- В 1983 году в мини-сериале «Кеннеди» роль Гувера исполнил Винсент Гардения.
- В 1987 году в мини-сериале «Гувер против Кеннеди. Вторая гражданская война» роль Гувера исполнил Джек Уорден.
- В 1992 году в фильме Ричарда Аттенборо «Чаплин» роль Гувера исполнил Кевин Данн.
- В 1995 году в фильме Оливера Стоуна «Никсон» роль главы ФБР исполнил Боб Хоскинс.
- В 2009 году вышел фильм «Джонни Д.», где роль Гувера исполнил актёр Билли Крудап.
- В 2009 году в фильме «В одном шаге от третьей мировой», роль Гувера исполнил Владимир Юматов.
- В 2011 году в мини-сериале «Клан Кеннеди» роль Джона Эдгара Гувера исполнил Энрико Колантони.
- В 2011 году вышел фильм-биография Гувера под названием «Дж. Эдгар», режиссёр — Клинт Иствуд. Роль Гувера исполняет Леонардо Ди Каприо.
- В четвёртом сезоне сериала «Подпольная Империя» роль Гувера исполняет Эрик Ладин[англ.].
- В 2014 году вышел фильм «Сельма», в котором роль Гувера исполнил Дилан Бейкер.
- В 2015 году вышел сериал «Человек в высоком замке», где роль Гувера, директора бюро расследований американского рейха, исполнил Уильям Форсайт.
- В 2021 году вышел фильм «Иуда и чёрный мессия», в котором роль Гувера исполнил Мартин Шин

## Культурные аллюзии
- В конспирологической повести Роберта Ладлэма «Рукопись Ченселлора» Гувер становится жертвой покушения, организованного тайной организацией «Инвер-Брасс», которая также выкрала собранные им досье со сведениями, компрометирующими известных общественных и политических деятелей.

### Комментарии
1. ↑  По американской традиции флаг, покрывавший гроб военнослужащего США, принимает его вдова или иные ближайшие родственники.

### Сноски
1. 1 2  John Edgar Hoover // Brockhaus Enzyklopädie (нем.)
2. 1 2  J. Edgar Hoover // GeneaStar
3. ↑  Гувер Джон Эдгар // Большая советская энциклопедия: [в 30 т.] — 3-е изд. — М.: Советская энциклопедия, 1969.
4. ↑  Deutsche Nationalbibliothek Record #118553488 // Gemeinsame Normdatei (нем.) — 2012—2016.
5. ↑  https://www.theguardian.com/film/2012/jan/01/j-edgar-hoover-secret-fbi
6. ↑  Левин Я.А. Рейды Палмера» – реакция на «красную угрозу» и роль Эдгара Гувера в мероприятиях министерства юстиции США (рус.) // Самарский научный вестник : Журнал. — 2019. — Т. 8, № 3(28). — С. 212—213. — ISSN 2309-4370.
7. ↑  Левин Я. А. ФБР и внутренняя безопасность США в 1908—1941 гг.: дисс. … канд. ист. наук. Самара, 2016. С. 83, 85 — 87.
8. ↑  Левин Я.А. Джон Эдгар Гувер и новый образ ФБР (рус.) // Новая и новейшая история : Журнал. — 2016. — № 1. — С. 217—223. — ISSN 0029-5124. Архивировано 29 июня 2019 года.
9. ↑  Popov, 1974, pp. 140—141.
10. ↑  Jeffreys-Jones, 2007, p. 110.
11. ↑  Marko Lopušina. Huver ignoriše srpskog špijuna (серб.). Вечерние новости (3 октября 2019). Дата обращения: 17 июля 2021. Архивировано 17 июля 2021 года.
12. ↑  Экс-глава ФБР планировал репрессировать 12 тыс. американцев. РБК (23 декабря 2007). — «Как стало известно из рассекреченных Госдепартаментом США документов ФБР 50-х гг. прошлого столетия, Э.Гувер направил свой план репрессий в Белый дом 7 июля 1950 года, спустя неделю после начала Корейской войны». Дата обращения: 8 августа 2015. Архивировано 23 февраля 2008 года.
13. ↑  Tim Weiner. Hoover Planned Mass Jailing in 1950 (англ.). The New York Times (23 декабря 2007). Дата обращения: 31 июля 2015. Архивировано 5 июня 2015 года.
14. ↑  Bernard Weinraub. The Man Who Knew It Wasn't Only Rock 'n' Roll (англ.). The New York Times (14 октября 1999). Дата обращения: 1 ноября 2015. Архивировано 8 февраля 2021 года.
15. ↑  Jude Sheerin. How the world's first rock concert ended in chaos (англ.). Cleveland: BBC News (21 марта 2012). Дата обращения: 1 ноября 2015. Архивировано 13 ноября 2015 года.
16. ↑  1960s : Music (Overview) (англ.). Digital History. Дата обращения: 1 ноября 2015. Архивировано 5 сентября 2015 года.
17. ↑  Hoover homosexual — My library — Google Books
18. ↑  The Real J. Edgar Hoover: For the Record — Ray Wannall — Google Книги. Дата обращения: 29 сентября 2017. Архивировано 24 июня 2016 года.
19. ↑  Percy, William A. and Johansson, Warren. Outing: Shattering the Conspiracy of Silence (англ.). — Haworth Press[англ.], 1994. — P. 85+. — ISBN 1-56024-419-4.
20. ↑  Summers, Anthony[англ.]. Official and Confidential: The Secret Life of J Edgar Hoover (англ.). — Pocket Books[англ.], 1993. — ISBN 0-671-88087-X.:{{{1}}}
21. ↑  Gay Histories and Cultures: An Encyclopedia — George E. Haggerty — Google Книги. Дата обращения: 29 сентября 2017. Архивировано 7 мая 2016 года.
22. ↑  Cox, John Stuart and Theoharis, Athan G. The Boss: J. Edgar Hoover and the Great American Inquisition (англ.). — Temple University Press[англ.], 1988. — ISBN 0-87722-532-X.
23. ↑  Boggs Roberts, Rebecca; Schmidt, Sandra K. Historic Congressional Cemetery (неопр.). — Arcadia Publishing, 2012. — С. 123. — ISBN 0-738-59224-2.
24. ↑  J. Edgar Hoover, 33, Grand Cross-Fidelity, Bravery, Integrity Cartha DeLoach, Chairman, Hoover Foundation at Scottish Rite Journal of Freemasonry Magazine